# Killichonan Graveyard

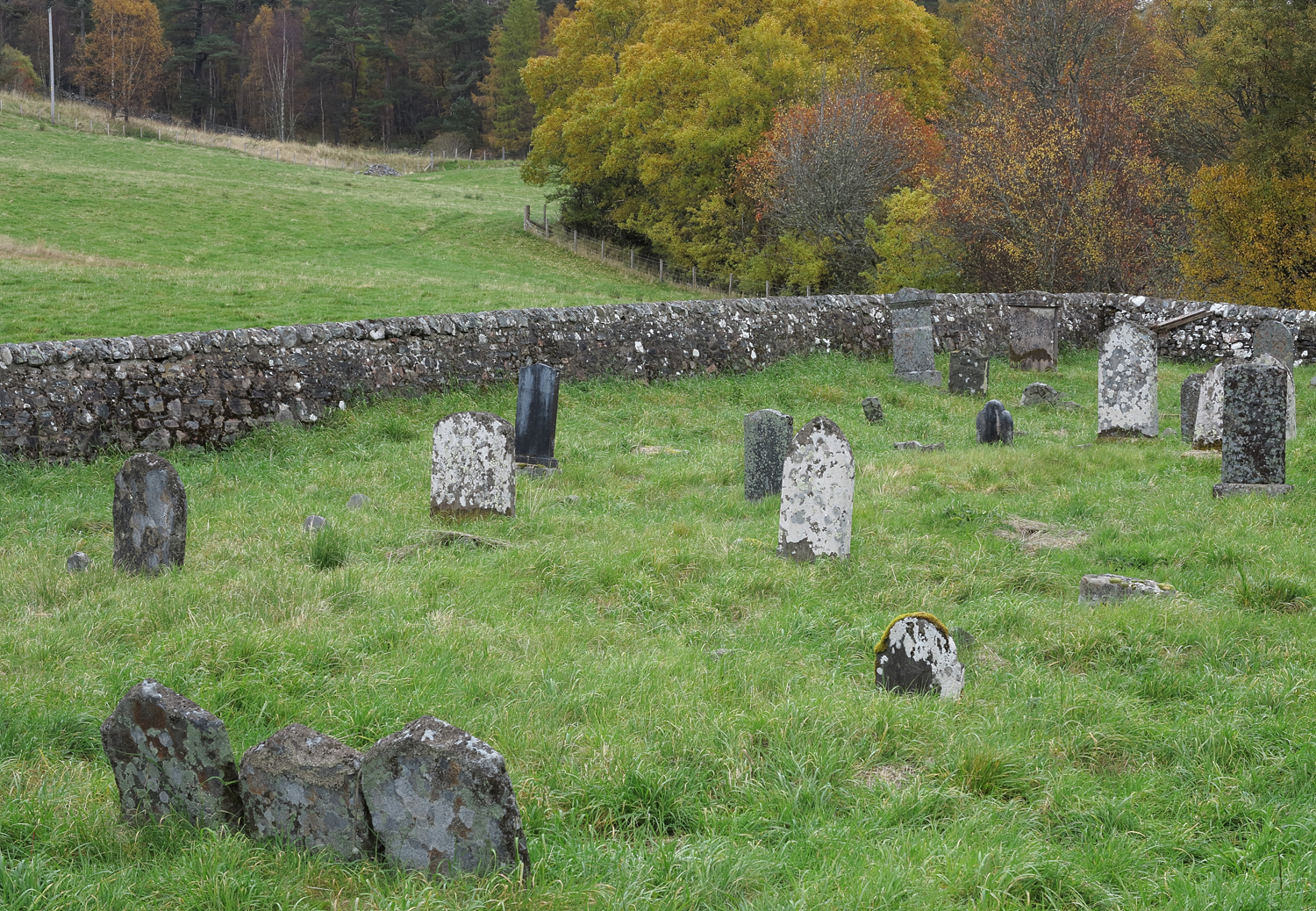
Blick auf den Friedhof

Der Killichonan Graveyard ist ein Friedhof im Süden der Ortschaft Killichonan im Norden von Schottland. Er hat eine rechteckige Form mit einer entsprechenden Ummauerung. Einige der Grabsteine stammen aus dem 19. Jahrhundert. Unter diesen ist der eines Ewen Cameron, der 1824 im Alter von 13 Jahren in Frankreich gestorben ist.
Der Friedhof ist seit 1981 als Listed Building der Kategorie C ausgewiesen und steht somit unter Denkmalschutz.